# Бабушкина, Кристина Константиновна
Кристи́на Константи́новна Ба́бушкина (род. 18 января 1978, Иркутск, РСФСР, СССР) — российская актриса театра и кино.

## Биография
Родилась 18 января 1978 года в городе Иркутск в семье музыкантов. Отец — Константин Степанович Бабушкин, музыкант (гобой), играл в областном губернаторском оркестре. Мать — Ольга Станиславовна, музыкальный педагог, руководила камерным хором в местной филармонии, преподавала в музыкальном колледже.
В 2002 году окончила Школу-студию МХАТ (курс О. Табакова) и была принята в труппу Московского художественного театра им. А. П. Чехова.
Помимо работы в театре, Кристина регулярно снимается в кино и сериалах. Среди её последних проектов: «Псих», «Беспринципные» и «О чём говорят мужчины. Продолжение». В конце мая в российский прокат выйдет семейная комедия Егора Кончаловского «Мой папа — вождь» при участии актрисы. В фильме также сыграли Дмитрий Нагиев, Мария Миронова, Максим Лагашкин и Фёдор Добронравов.

## Личная жизнь
Бабушкина была замужем за актёром Станиславом Дужниковым, от которого в 2007 году родила дочь Устинью. Позже вышла замуж за бизнесмена Андрея Гацунаева.
16 июня 2023 года актриса вместе с мужем была задержана в центре Москвы сотрудниками полиции за хранение наркотических средств. В момент задержания Гацунаев применил насилие в отношении представителя власти и был отправлен под домашний арест. В отношении самой Кристины дело не возбуждалось. 12 сентября 2023 года Замоскворецкий районный суд города Москвы признал виновным предпринимателя Андрея Гацунаева в совершении преступлений, предусмотренных ч.1 ст. 228 и ч.1 ст. 318 УК РФ, и назначил ему наказание в виде штрафа в размере 200 000 рублей.

## Творчество

### Роли в театре
МХТ имени А. П. Чехова
- «Амадей» П. Шеффера (реж. М. Розовский) — Вентичелли
- «Вечность и ещё один день» М. Павича (реж. В. Петров, 2002) — госпожа Бранкович
- «Терроризм» братьев Пресняковых (реж. К. Серебренников, 2002)
- «Тот, кто получает пощёчины» Л. Андреева (реж. Р. С. Рантала, 2002) — Зинаида
- «Обломов» М. Угарова по роману И. А. Гончарову (реж. А. Галибин, 2003) — Девушка
- «Учитель словесности» В. Семёновского (реж. Н. Шейко, 2003) — Дарья
- «Лёгкий привкус измены» В. Исхакова (реж. М. Брусникина, 2003) — Людмила
- «Мещане» М. Горького (реж. К. Серебренников, 2004) — Татьяна
- «Белое на чёрном» Р. Гальего (реж. М. Брусникина, 2004)
- «Река с быстрым течением» В. Маканина (реж. М. Брусникина, 2006) — Геля и Врач
- «Киже» Ю. Тынянова (реж. К. Серебренников, 2009) — Фрейлина, девочка Авдотья, Екатерина II
- «Призраки» Э. Де Филиппо (реж. Е. Писарев, 2010) — Армида
- «Васса Железнова» М. Горького (реж. Л. Эренбург, ввод — 2011) — Анна Оношенкова
- «Пролётный гусь» В. Астафьева (реж. М. Брусникина, 2001)
- «Обрыв» И. А. Гончарова (реж. А. Шапиро, 2010) — Марина
- «Дом» Е. Гришковца (реж. С. Пускепалис, 2011) — Оля
- «Новый американец» С. Довлатова (реж. П. Штейн, ввод — 2011) — майор Беляева
- «Трёхгрошовая опера» Б. Брехта (реж. К. Серебренников, ввод — 2011) — Дженни
- «Белоснежка и семь гномов» Л. Устинова и О. Табакова (реж. М. Миронов, 2011) — Королева
- «Круги / Сочинения» Ж. Помра (реж. Б. Жак-Важман, 2013)
- «№ 13D» Р. Куни (реж. М. Машков, 2014) — Памела
- «Наш Федот в Тольятти живёт, или Как мы семьёй Федота выбирали» (Реж. В. В. Щелканов 2017) — Нянька
- «В городе Лжедмитрове» (реж. М. Виторган, 2019) — Кира
- «Враки, или Завещание барона Мюнхгаузена» (реж. В. Крамер, 2021) — Баронесса Якобина фон Дунтен
- «9 ряд. 10, 11 место» (реж. Д. Азаров, 2023)
- «Истории любви» (реж. Г. Ковалёв, 2023)

### Фильмография
1. 2001 — Дальнобойщики (18-я серия «Форс-мажор») — Валентина
2. 2002 — Звезда — эпизод
3. 2002 — Шукшинские рассказы (новелла «Гена Пройдисвет») — Нюра
4. 2003 — Здравствуй, столица! — Галка, проститутка
5. 2003 — Москва. Центральный округ —
6. 2005 — Крупногабаритные — Маша Мышанская
7. 2005 — Примадонна —  Зойка («Банкирша»), подруга Жанны Арбатовой («Примадонны») и «Миледи»
8. 2006 — Национальное достояние —
9. 2007 — Подруга банкира — Зоя
10. 2007 — Тень отца — Ксения
11. 2007 — Учитель в законе — Татьяна Анциферова, опер
12. 2007 — Слушая тишину — Жанна, мать Ильи
13. 2008 — Спящий и красавица — Юля
14. 2008 — Никто не знает про секс 2: No sex — Волобуева
15. 2008 — Бой местного значения — Настёна
16. 2008 — Девочка — Зоя Устинова
17. 2008 — Почтальон —
18. 2009 — Самый лучший фильм 2 — физрук
19. 2009 — Вердикт — Тамара Скрипцова, медицинская сестра, присяжный заседатель в суде
20. 2009 — Хозяйка тайги — Маша
21. 2009 — Аннушка — тётя Галя
22. 2009 — Французский доктор — Татьяна Зеленцова
23. 2010 — Холодное сердце — Татьяна Зеленцова
24. 2010 — Не надо печалиться — Нинель
25. 2010 — Воробей — Настя, мать Мити Воробьёва по прозвищу «Воробей»
26. 2010 — Учитель в законе. Продолжение — Татьяна Анциферова, капитан милиции
27. 2010 — Земский доктор — Лариса, медсестра
28. 2010 — Самка — Жанна, жена Ивана (снежного человека)
29. 2010 — Доктор Тырса — Нина Рогозина, чемпионка по тяжёлой атлетике
30. 2010 — Назад в СССР — Валентина, продавец в магазине
31. 2010 — Русский Голливуд. Бриллиантовая рука 2 (документальный фильм) — жена Семёна Семёновича
32. 2010 — Чёрные волки — Валентина, соседка
33. 2010 — Папа Гамлета — Ксения
34. 2011 — Ялта-45 — Люська, конвоир, ефрейтор
35. 2011 — Жена генерала — Раиса
36. 2011 — Мой парень — ангел — врач службы скорой медицинской помощи
37. 2011 — Земский доктор. Продолжение — Лариса, медсестра
38. 2011 — Земский доктор. Жизнь заново — Лариса, медсестра
39. 2012 — Раз, два! Люблю тебя! — Алёна, работница местной шоколадной фабрики, лучшая подруга Марины
40. 2012 — Отдам жену в хорошие руки — Оксана
41. 2012 — Бывшая жена — Анжела Кислевская
42. 2013 — Я — Ангина! — Маруся (по прозвищу «Ангина»), жена Василия
43. 2013 — Учитель в законе. Возвращение — Татьяна Анциферова, капитан ГУВД
44. 2013 — Земский доктор. Возвращение — Лариса, медсестра
45. 2013 — Кукушечка — Эльвира Макаровна
46. 2014 — Однажды — Матильда, классный руководитель
47. 2014 — Перелётные птицы — Любовь Андреевна, местная жительница
48. 2014 — Чудотворец — Ольга Баранова
49. 2014 — Тихая охота — Елена Гурова («Белая пантера»)
50. 2014 — Земский доктор. Любовь вопреки — Лариса, медсестра
51. 2014 — Боцман Чайка — Варвара Порывай, физрук, «женщина-танк»
52. 2015 — Муж по вызову — Алевтина, гостья из деревни в поисках мужа в Москве
53. 2015 — Духless 2 — Оксана Маслова, подполковник, младший советник юстиции
54. 2015 — Весь этот джем — Александра (Шура)
55. 2015 — С небес на землю — Мария (Маня) Поливанова, автор детективных романов
56. 2015 — Страна чудес — Наташа, невеста Левана Гогия
57. 2015 — Неразрезанные страницы — Мария (Маня) Поливанова, автор детективных романов
58. 2015 — Один день, одна ночь — Мария (Маня) Поливанова, автор детективных романов
59. 2016 — Млечный путь — Марина, жена Гиги, мать Димы
60. 2016 — От первого до последнего слова — Мария (Маня) Поливанова, автор детективных романов
61. 2016 — Учитель в законе. Схватка — Татьяна Анциферова, майор ГУВД
62. 2016 — Моя любимая свекровь — Людмила
63. 2016 — Ночные стражи — Татьяна, сотрудник отдела по надзору за представителями альтернативной жизни (отдела «Н-Нежить»)
64. 2017 — Кровавая барыня — Авдотья Ильинична Ковалёва, крестьянка, «правая рука» помещицы Дарьи Салтыковой
65. 2017 — Оптимисты — Тамара Ивановна, буфетчица
66. 2018 — О чём говорят мужчины. Продолжение — Люда, секретарша Прохорова
67. 2018 — Вечная жизнь Александра Христофорова — недовольная мамаша, сноха прокурора
68. 2020 — Псих — Светлана
69. 2020 — Беспринципные — жена генерала
70. 2021 — Корпорация Ad Libitum — редактор
71. 2022 — Мой папа — вождь — учительница Вовы
72. 2022 — 13 клиническая — Наталья
73. 2024 — Бар «МоскваЧики» — чиновница

## Признание и награды
- За роль Василисы в спектакле Адольфа Шапиро «На дне» в Театре под руководством Олега Табакова была удостоена премии «Дебют 2001».
- За роль Татьяны в спектакле Кирилла Серебренникова «Мещане» награждена премией газеты «Московский комсомолец» (2004).
- За роль в телефильме «Аннушка» реж. С. П. Никоненко, специальный приз телекинофорума «Вместе».